# Aleksandyr Nikołow (ur. 1982)
Aleksandyr Nikołow, bułg. Александър Николов (ur. 2 grudnia 1982) – bułgarski finansista, od 2021 do 2022 minister energetyki.

## Życiorys
Ukończył finanse na Uniwersytecie Gospodarki Narodowej i Światowej w Sofii. Pracował w sektorze telekomunikacyjnym, finansowym, inwestycyjnym i rynków kapitałowych. Był dyrektorem wykonawczym w funduszu venture capital i przedsiębiorstwie inwestującym w projekty zielonej energii w Bułgarii. Zajął się również prowadzeniem wykładów z zakresu instytucji rynków finansowych. W 2021 przez kilka miesięcy pełnił funkcję wiceministra energetyki. W grudniu tegoż roku z rekomendacji ugrupowania Jest Taki Lud objął stanowisko ministra energetyki w nowo utworzonym rządzie Kiriła Petkowa. Zakończył urzędowanie wraz z całym gabinetem w sierpniu 2022.